# Sweet Love Songs
『Sweet Love Songs』（スウィート・ラブ・ソングス）は、1993年8月4日にポニーキャニオン/SEE・SAWから発売された加藤いづみの3枚目のアルバム。

## 概要
- 6枚目のシングル「好きになって、よかった」を含む最新作。
- 4枚目の両A面シングル「美しすぎて/シャンプー」の「美しすぎて」と5枚目のシングル「この街が好きだよ」は未収録。
- 本作は高橋研から数多の楽曲提供を受けているが9曲目「みんなパレードのせい」は加藤の作曲。

## 収録曲
- （特記以外）作詞・作曲・編曲：髙橋研

| #         | タイトル                     | 作詞      | 作曲       | 編曲     | 時間 |
| --------- | ---------------------------- | --------- | ---------- | -------- | ---- |
| 1.        | 「パーティーに君は来るの？」 |           |            |          | 2:08 |
| 2.        | 「星空のジェットプレイン」   |           |            |          | 5:33 |
| 3.        | 「おちょこの傘につかまって」 |           |            |          | 4:31 |
| 4.        | 「Thrusday」                 |           |            |          | 3:05 |
| 5.        | 「シャンプー」               |           |            |          | 3:17 |
| 6.        | 「好きになって、よかった」   |           |            |          | 4:30 |
| 7.        | 「モーニングレイン」         |           | 山本拓夫   | 山本拓夫 | 5:02 |
| 8.        | 「オットーの動物園」         |           |            |          | 3:54 |
| 9.        | 「みんなパレードのせい」     |           | 加藤いづみ |          | 3:58 |
| 10.       | 「さよならまでの短い旅」     |           |            |          | 4:43 |
| 11.       | 「If〜2つの想い〜」          |           | 是永巧一   | 是永巧一 | 3:11 |
| 合計時間: | 合計時間:                    | 合計時間: | 合計時間:  | 43:52    |      |